# یوبیچواتس (کلادووو)
یوبیچواتس (به صربی: Ljubičevac) یک منطقهٔ مسکونی در صربستان است که در کلادووا واقع شده‌است. یوبیچواتس ۴۵۸ نفر جمعیت دارد.